# Côte du Maquisard

La côte du Maquisard est une côte de 3 000 m (au départ de Marteau, croisement N697/N62) d'une moyenne de 5,1 % qui se situe dans la ville de Theux dans la province de Liège en Belgique. Son point culminant se situe au col du Maquisard ou l'on trouve le Mémorial national au maquisard inconnu (lb).
Elle est présente sur le parcours de la course cycliste Liège-Bastogne-Liège jusqu'en 2021 remplacé par la Côte de Desnié, plus courte mais jugé plus difficile.

## Caractéristiques
- Départ : 214 m
- Altitude : 368 m
- Dénivellation : 154 m
- Longueur : 3,0 km
- Pente moyenne : 5,1 %
- Pente maximale : 7 %